# Renault Master II
Renault Master II — второе поколение Renault Master. Впервые было представлено в ноябре 1997 года. Конкурентами автомобиля во Франции являлись Citroen Jumper I и Peugeot Boxer I. 
Также автомобиль производился компаниями Opel и Nissan. Упомянутое соглашение коснулось также модели Renault Trafic. 
Автомобили этого поколения комплектовались дизельными двигателями Renault S8W/S9W, S9U, G9T и Nissan YD объёмами 2.2, 2.5 и 2.8 л. 
В конце 2003 года был проведён фейслифтинг автомобиля. Основные изменения коснулись передней части, небольшие изменения получили также задние фонари и приборная панель. Производство завершилось в 2010 году.

## Галерея

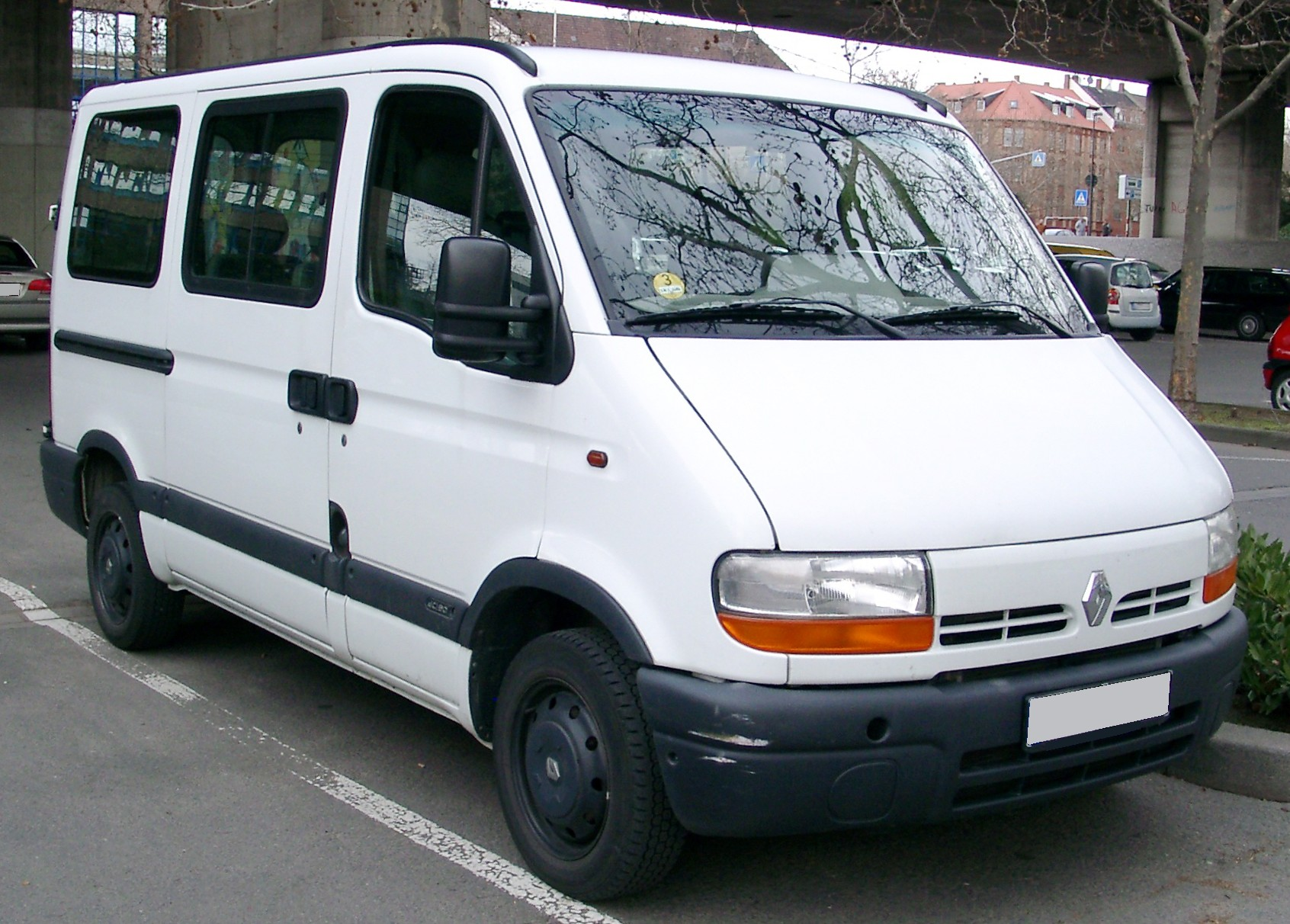
Renault Master II
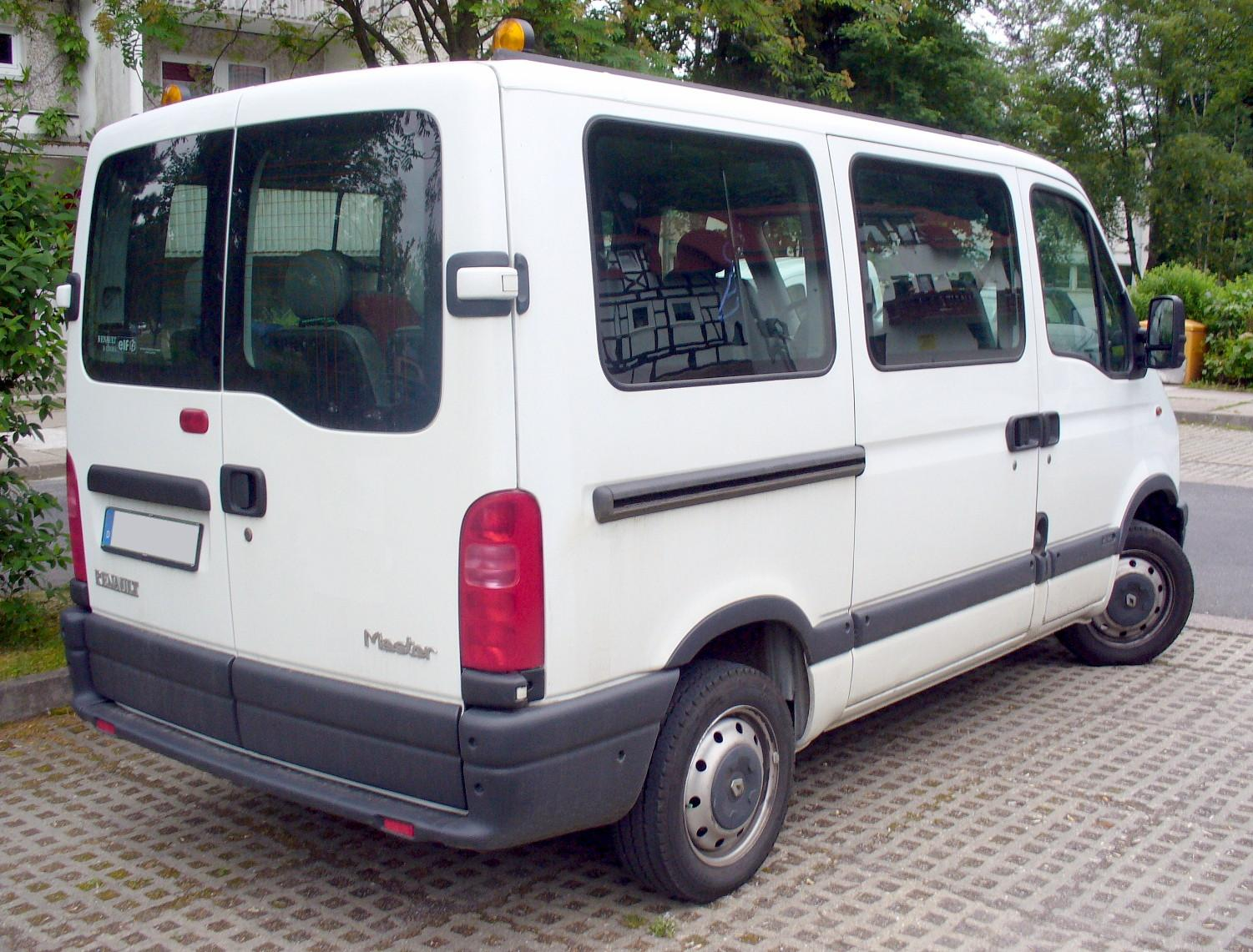
Renault Master II
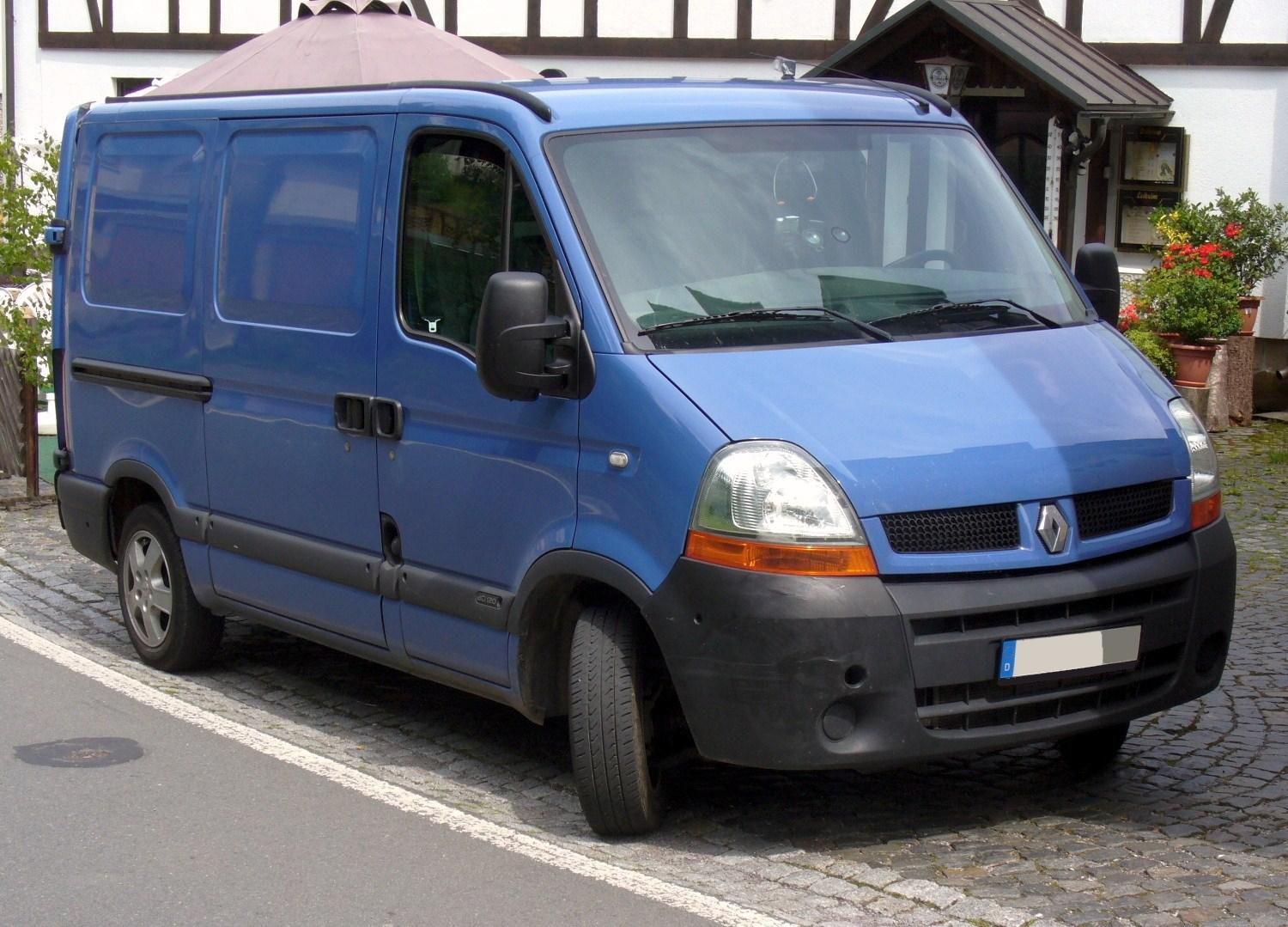
Renault Master II
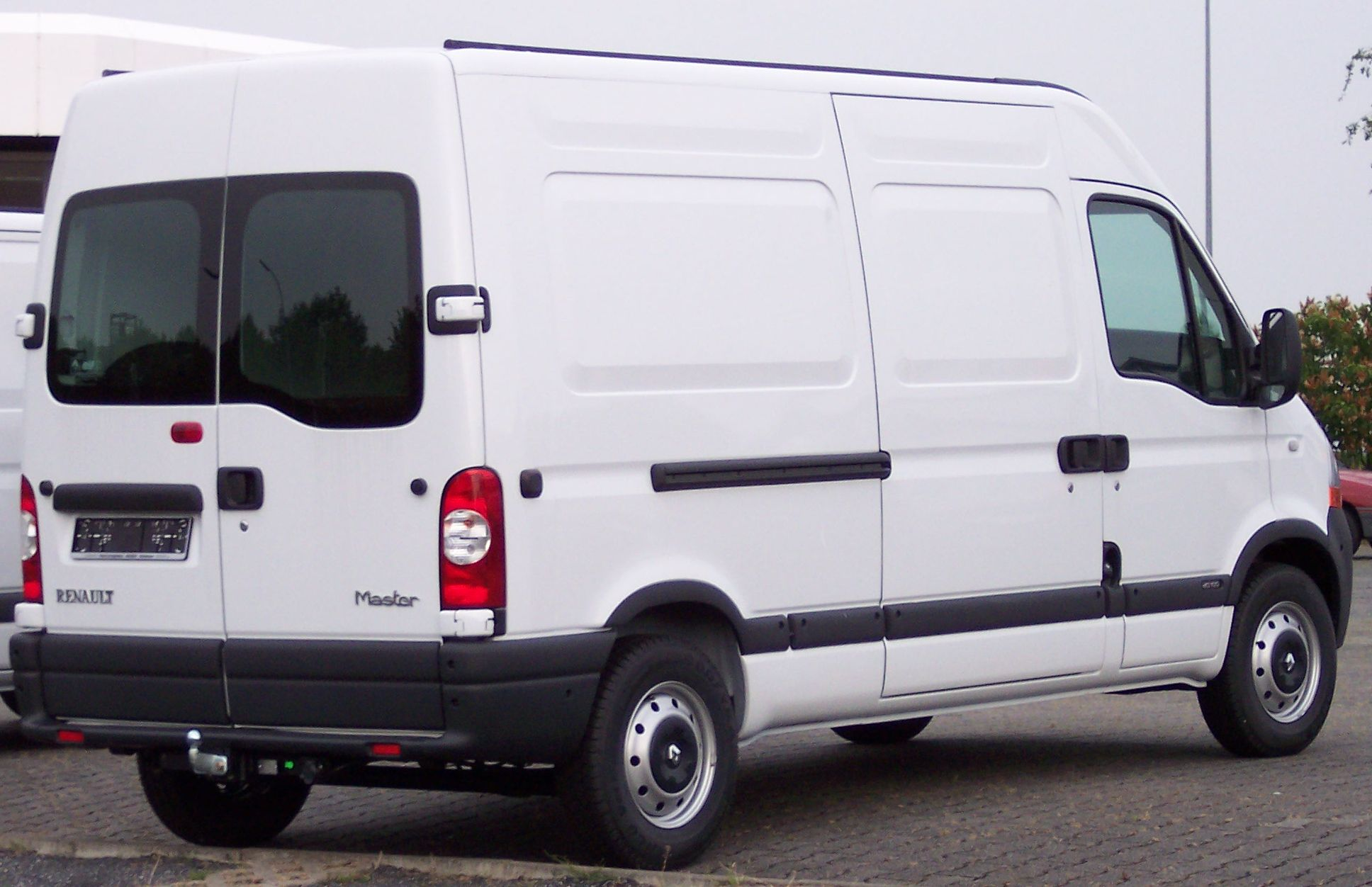
Renault Master II
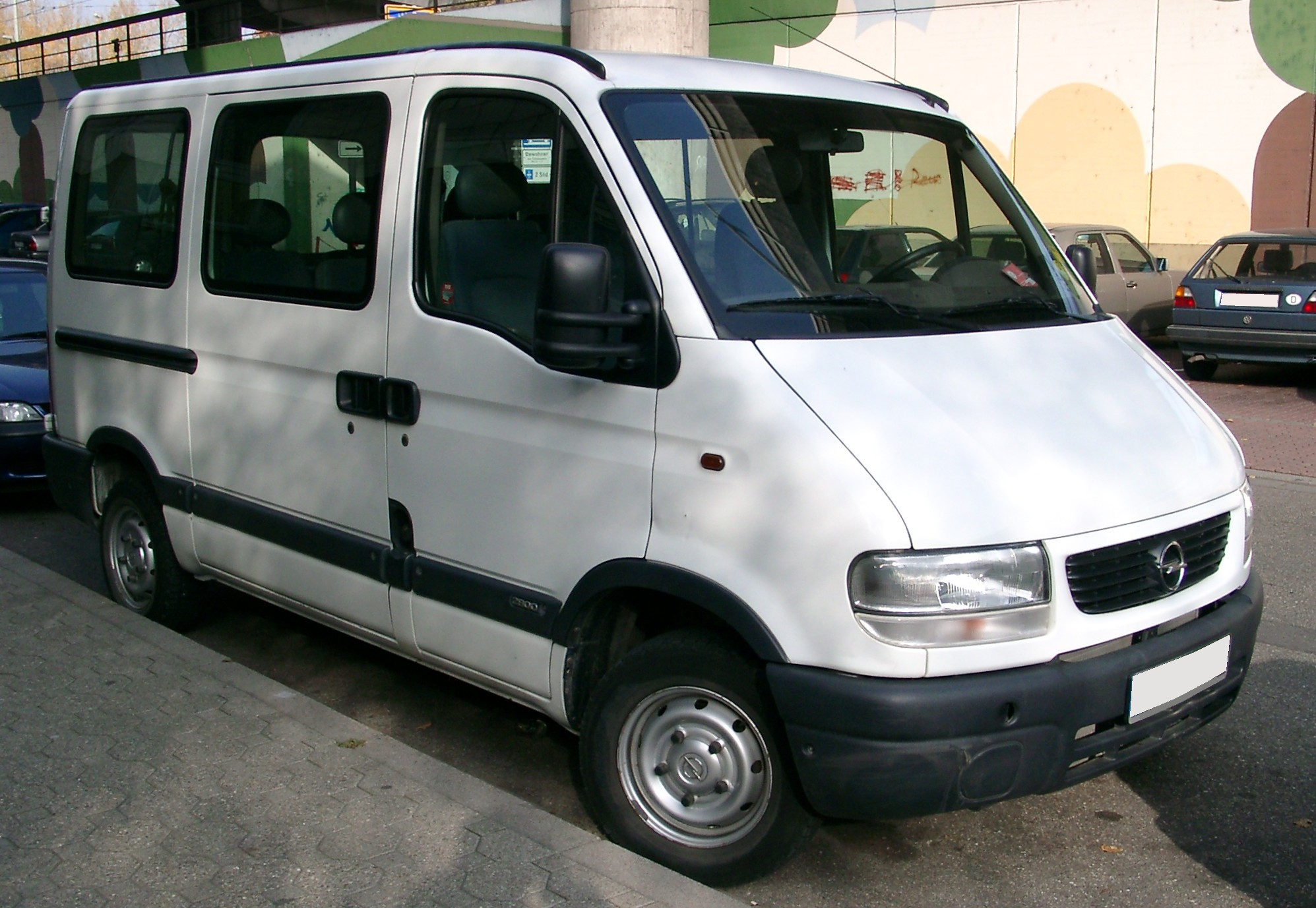
Opel Movano A
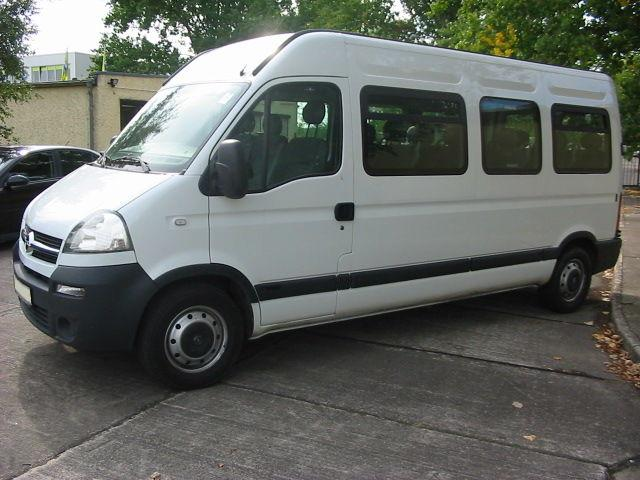
Opel Movano A
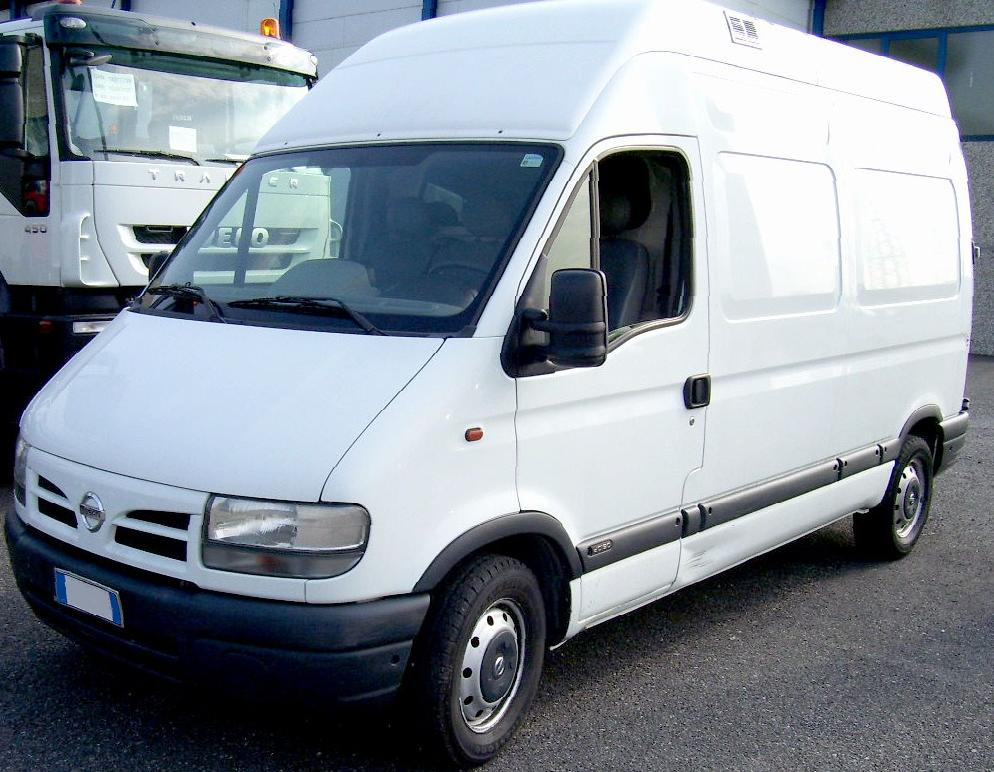
Nissan Interstar
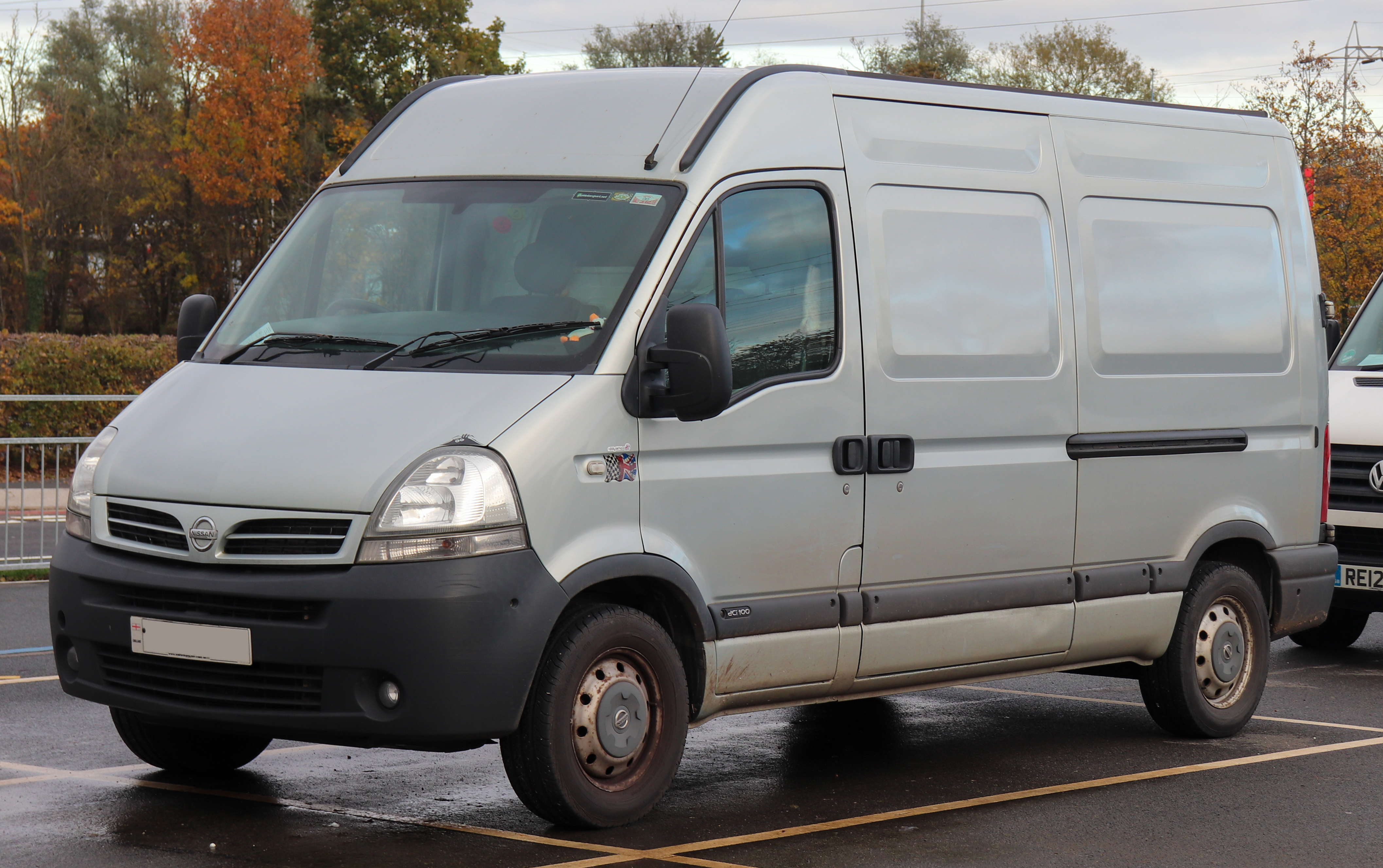
Nissan Interstar
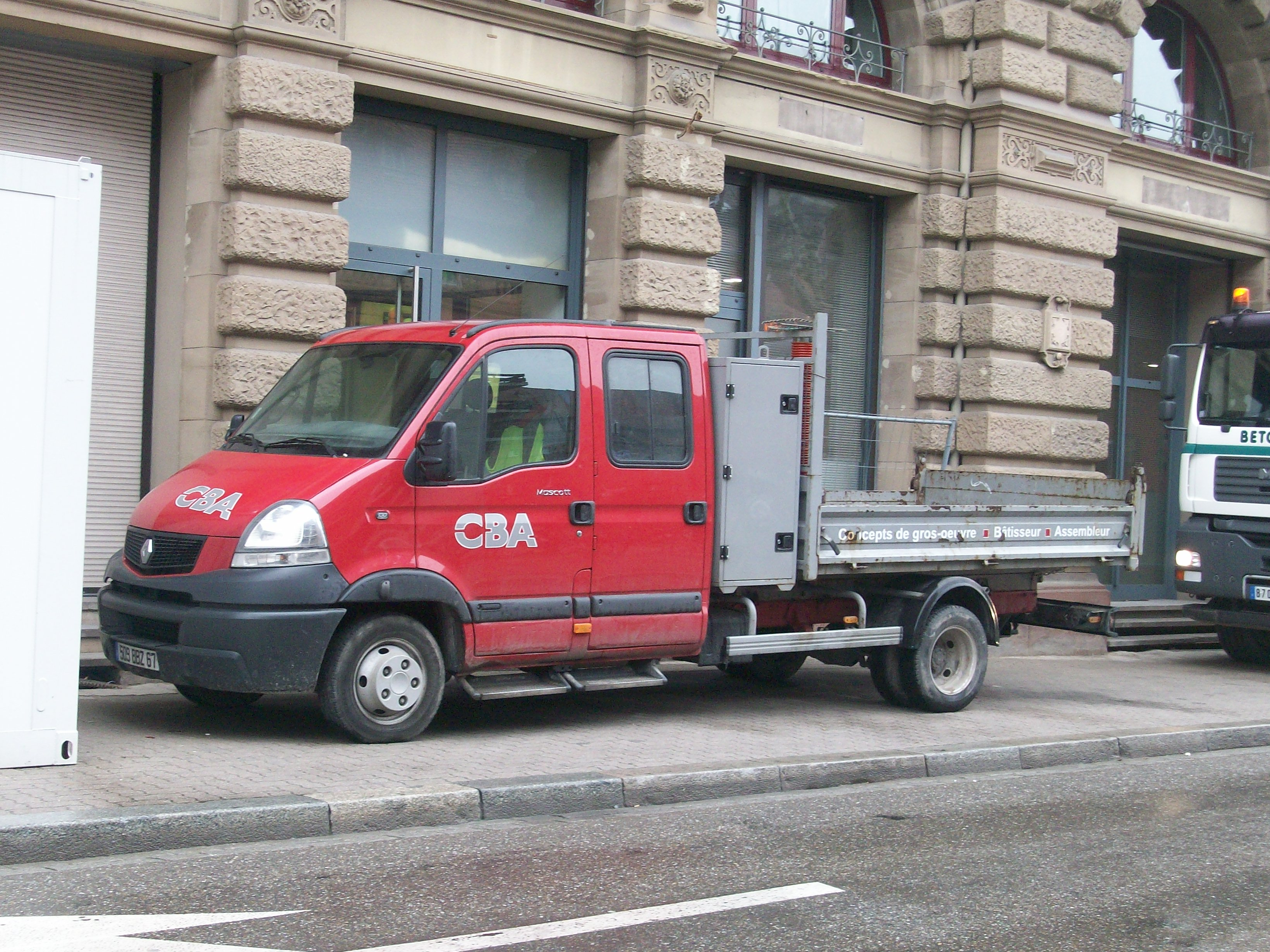
Renault Mascott
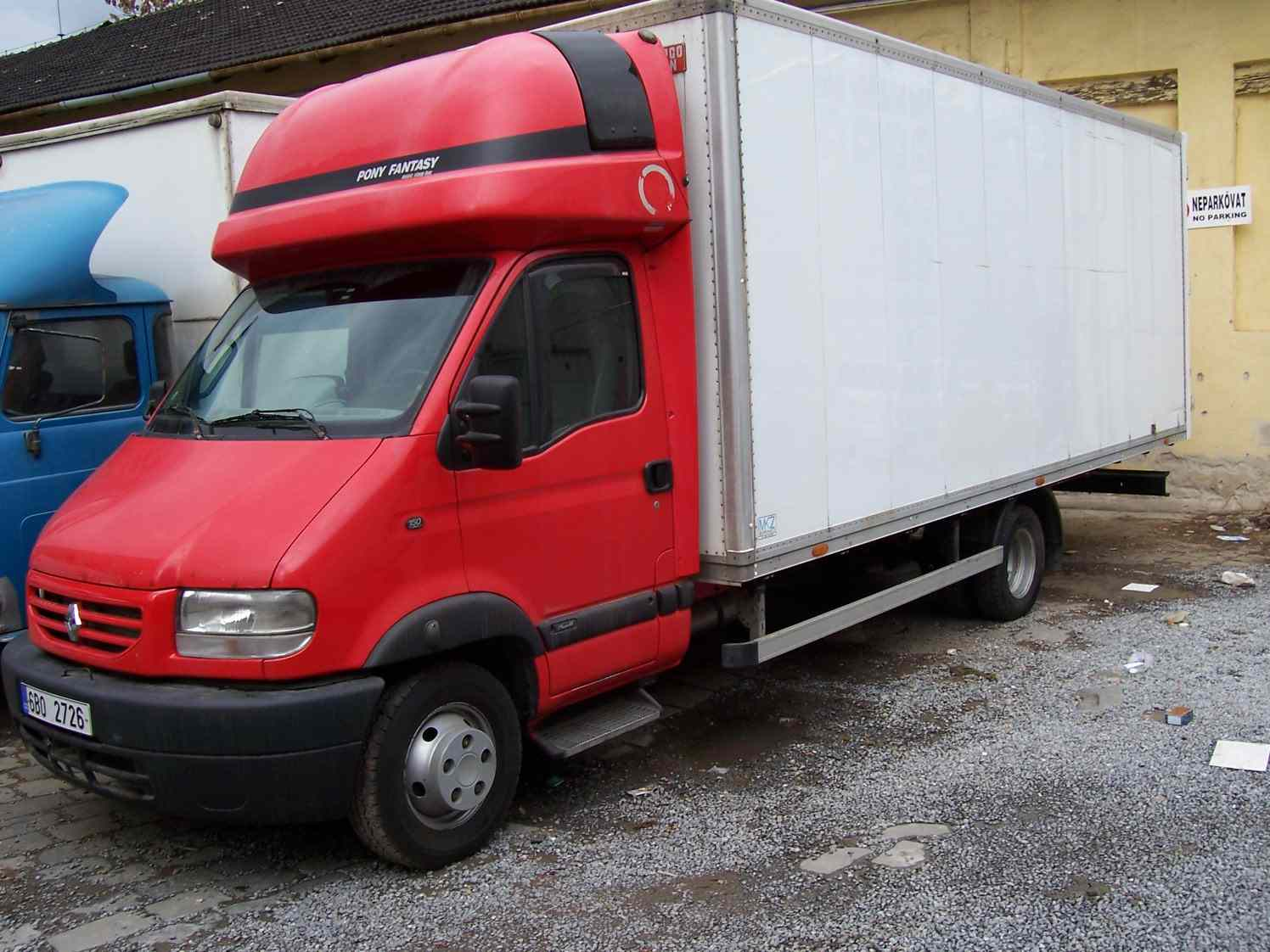
Renault Mascott
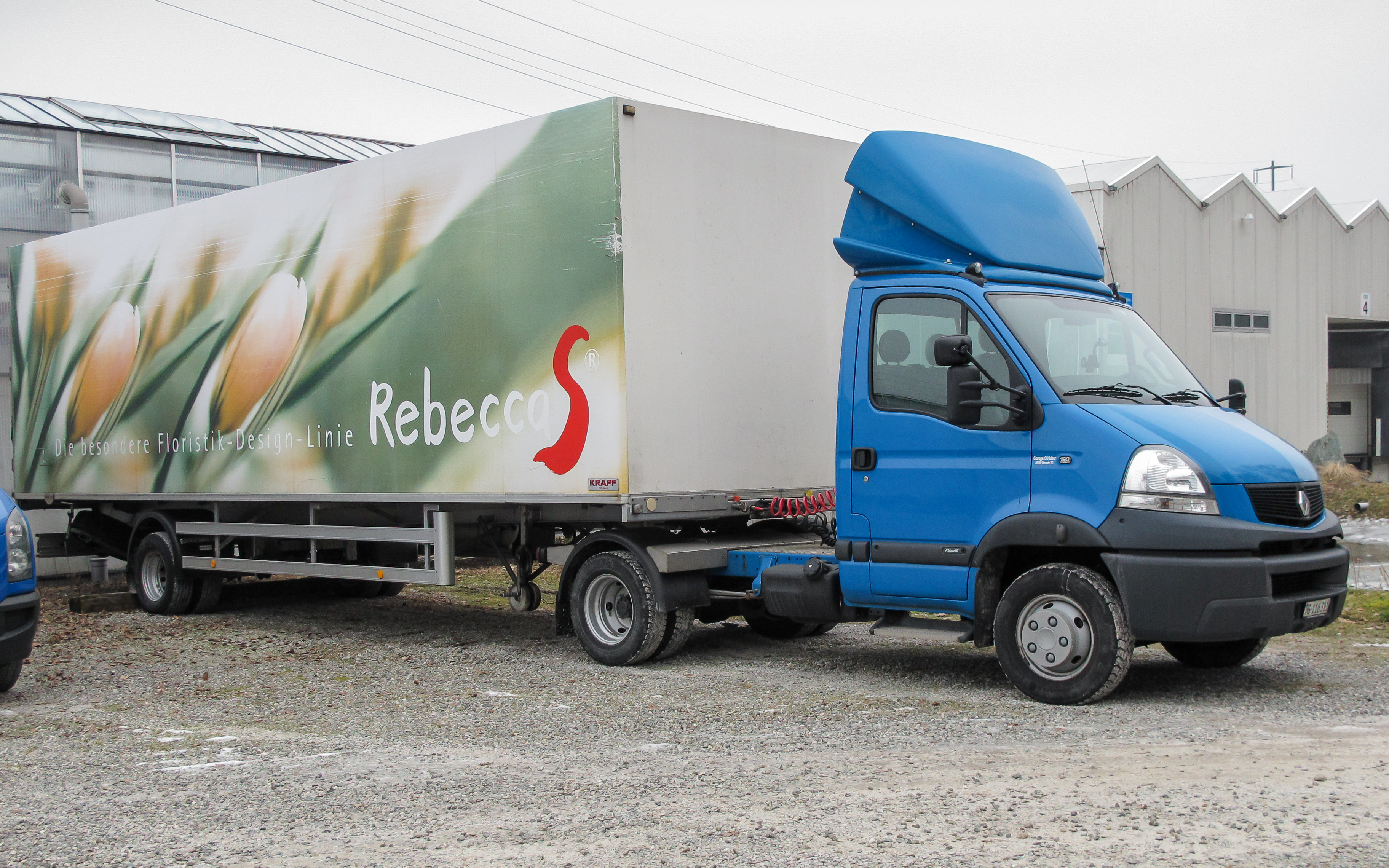
Renault Mascott
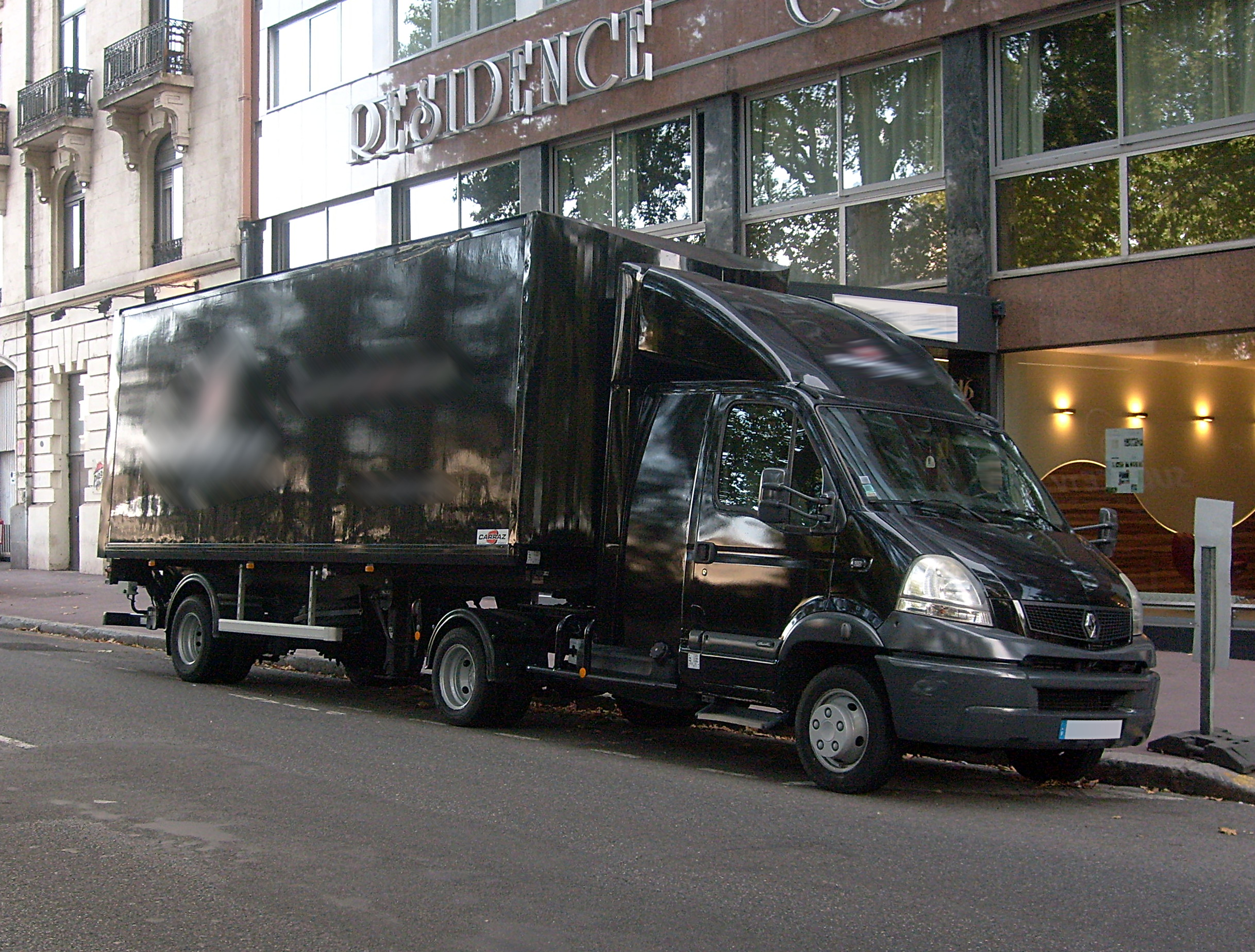
Renault Mascott